# Capinópolis
Capinópolis é um município brasileiro do interior do estado de Minas Gerais, Região Sudeste do país. Sua população em 2024 pelo Instituto Brasileiro de Geografia e Estatística (IBGE) era de 15,284 habitantes.

## História
A região era originalmente habitada pela população indígena caiapós e panarás. Esses povos viviam na região próxima ao rio Paranaíba, e seus ribeirões afluentes. Essas populações milenares deixaram diversos vestígios, como machados de lítico pólido, pedras lascadas e cacos cerâmicos, demonstrando uma longa presença desses povos na região.
A região começou a ser invadida pelos bandeirantes por volta de 1810. Dois sujeitos receberam sesmarias nessas terras, o Alferes José Rodrigues da Silva e José Luciano Teixeira, fixando e iniciando um povoado na atual Capinópolis. As populações indígenas foram pouco a pouco expulsas de seu território, sofrendo tentativas constantes de extermínio. Mesmo assim, o município ainda possuí populações indigenas.
Aos poucos a região começou a ser habitada, criando-se grandes estruturas latifundiárias. Pela fertilidade da terra, e próprio para a cultura do café, a região tornou-se uma produtora do grão. Junto a produção de café, também plantava-se mandioca, cana, milho e arroz, que eram exportados para regiões vizinhas.
O capim Jaraguá era nativo e servia para a alimentação dos animais que transportavam a produção, daí surgiu o nome do lugar “Capim”. As construções das casas eram de pau-a-pique e foram aumentando fazendo com que o arraial do Capim crescesse também.
Em 1927 o local da sede do Município era de propriedade do fazendeiro Jerônimo Maximiano da Silva, que resolveu lotear uma parte da propriedade para a fundação de um povoado. No dia 05/07/1927 foi concluído o levantamento topográfico com o engenheiro agrônomo José Cirilo de Paula, que foi contratado para esse fim, e foram vendidos vários lotes, mas como os compradores não se preocupavam em construir, Jerônimo Maximiano da Silva resolveu readquirir os lotes e ele mesmo tomou novas iniciativas para o progresso do local. 
A comunicação com o Município de Ituiutaba era feita por meio de estrada de bois. Para trazer o primeiro veículo ao Arraial do Capim, um Ramona (camionete) ano 1927, foi construído um trecho de estrada ligando a estrada do Córrego do Açude, passando pelo lado direito do Bauzinho e pelo Baú Velho. Na propriedade de Jerônimo Maximiano da Silva foi construído um engenho de cana de açúcar. As canas para o engenho eram transportadas em carros de bois.
Com a instalação do Distrito e do Cartório do Registro Civil e casamento, Jerônimo Maximiano foi o Juiz de Paz e fez o primeiro casamento no Distrito do Arraial do Capim.
Em 1937 construiu o prédio da primeiro grupo escolar, em 1940, com a ajuda de todos, construiu a capela de São Pedro e um dos seus genros construiu o campo de aviação. 

### Prefeitos
| Nome                             | Anos        |
| -------------------------------- | ----------- |
| José Amilcar Mourão (intendente) | 1954        |
| Dr. Cássio Macedo                | 1955 a 1958 |
| Odovilho Alves Garcia            | 1959 a 1962 |
| Osvaldo Nozzela                  | 1963 a 1966 |
| João Batista Ferreira            | 1967 a 1970 |
| Iolando Ângelo da Silva          | 1970 a 1972 |
| João Batista Ferreira            | 1973 a 1976 |
| Antônio Teodoro de Alvarenga     | 1977 a 1983 |
| Osvaldo Prado                    | 1983 a 1988 |
| Cândido Antônio Vaz              | 1989 a 1992 |
| Osvaldo Prado                    | 1993 a 1993 |
| Ibrahin Bechara Younes           | 1993 a 1996 |
| Lucimar Batista Belchior         | 1997 a 2000 |
| José Neto Santana                | 2001 a 2004 |
| José Neto Santana                | 2005 a 2008 |
| Dinair Maria Pereira Isaac       | 2009 a 2012 |
| Dinair Maria Pereira Isaac       | 2013 a 2016 |
| Cleidmar Zanoto                  | 2017 a 2020 |
| Cleidmar Zanoto                  | 2021 a 2024 |
| Luciano Batista Belchior         | 2025 a 2028 |

### Hino
O hino de Capinópolis foi composto na década de 1960 por Maria Helena Felippe quando era diretora da Escola Estadual Governador Juscelino.

## Geografia
O município faz parte da região do Triângulo Mineiro, e tem fronteiras com Canápolis, Cachoeira Dourada e Ituiutaba.

### Hidrografia
- Rio Paranaíba

### Rodovias
Seu acesso rodoviário é feito pela BR-154, até entroncamento com BR-365 (próximo a Ituiutaba)Ou atá Cachoeira Dourada-MG que via balsa da acesso a GO-206, ou MG-226 até Canápolis ate o entroncamento com a BR 163 ou via Ipiaçu que através de balsa que liga até a GO-206

### Clima
Clima tropical Aw, com índice pluviométrico superior a 1 400 mm/ano e estação chuvosa compreendida entre outubro e abril. Segundo dados do Instituto Nacional de Meteorologia (INMET), referentes ao período entre 1970 e 2018, a menor temperatura registrada em Capinópolis foi de 1 °C em 18 de julho de 1975 e a maior atingiu 41,3 °C nos dias 4 de outubro de 1995 e 17 de outubro de 2015. O maior acumulado de precipitação em 24 horas foi de 156,8 mm em 18 de fevereiro de 1980. Outros acumulados iguais ou superiores a 100 mm foram 140,2 mm em 6 de fevereiro de 2015, 128,4 mm em 19 de março de 1995, 120,2 mm em 28 de fevereiro de 1990, 117,9 mm em 15 de março de 1991, 115,1 mm em 25 de fevereiro de 2004, 113,4 mm em 1° de janeiro de 2007, 109,8 mm em 10 de fevereiro de 1981, 100,5 mm em 21 de novembro de 1996 e 100 mm em 13 de dezembro de 2000. Março de 1991, com 669,9 mm, foi o mês de maior precipitação.
| Dados climatológicos para Capinópolis                                                              | Dados climatológicos para Capinópolis | Dados climatológicos para Capinópolis | Dados climatológicos para Capinópolis | Dados climatológicos para Capinópolis | Dados climatológicos para Capinópolis | Dados climatológicos para Capinópolis | Dados climatológicos para Capinópolis | Dados climatológicos para Capinópolis | Dados climatológicos para Capinópolis | Dados climatológicos para Capinópolis | Dados climatológicos para Capinópolis | Dados climatológicos para Capinópolis | Dados climatológicos para Capinópolis |
| Mês                                                                                                | Jan                                   | Fev                                   | Mar                                   | Abr                                   | Mai                                   | Jun                                   | Jul                                   | Ago                                   | Set                                   | Out                                   | Nov                                   | Dez                                   | Ano                                   |
| -------------------------------------------------------------------------------------------------- | ------------------------------------- | ------------------------------------- | ------------------------------------- | ------------------------------------- | ------------------------------------- | ------------------------------------- | ------------------------------------- | ------------------------------------- | ------------------------------------- | ------------------------------------- | ------------------------------------- | ------------------------------------- | ------------------------------------- |
| Temperatura máxima recorde (°C)                                                                    | 37,8                                  | 37,2                                  | 37,7                                  | 37,4                                  | 35                                    | 34,3                                  | 35,3                                  | 39,5                                  | 40,5                                  | 41,3                                  | 40,4                                  | 38,6                                  | 41,3                                  |
| Temperatura máxima média (°C)                                                                      | 30,7                                  | 31,1                                  | 31,2                                  | 31,2                                  | 29,4                                  | 28,8                                  | 29,4                                  | 31,7                                  | 33,2                                  | 33,3                                  | 31,8                                  | 31,3                                  | 31,1                                  |
| Temperatura média compensada (°C)                                                                  | 24,3                                  | 24,4                                  | 24,4                                  | 23,9                                  | 21,7                                  | 20,8                                  | 21                                    | 22,9                                  | 24,9                                  | 25,6                                  | 24,8                                  | 24,7                                  | 23,6                                  |
| Temperatura mínima média (°C)                                                                      | 20,8                                  | 20,6                                  | 20,6                                  | 19,6                                  | 16,8                                  | 15,7                                  | 15,5                                  | 16,9                                  | 19,2                                  | 20,4                                  | 20,5                                  | 20,8                                  | 19                                    |
| Temperatura mínima recorde (°C)                                                                    | 12,7                                  | 11,6                                  | 10                                    | 8,5                                   | 3                                     | 2,6                                   | 1                                     | 5,5                                   | 8                                     | 11,4                                  | 10,2                                  | 13,3                                  | 1                                     |
| Precipitação (mm)                                                                                  | 287,8                                 | 217,5                                 | 198,5                                 | 76,2                                  | 38,8                                  | 19,9                                  | 8,2                                   | 8,4                                   | 45,6                                  | 110                                   | 180,6                                 | 243,7                                 | 1 435,2                               |
| Dias com precipitação                                                                              | 17                                    | 13                                    | 13                                    | 6                                     | 3                                     | 2                                     | 1                                     | 1                                     | 4                                     | 8                                     | 12                                    | 16                                    | 96                                    |
| Umidade relativa compensada (%)                                                                    | 82,2                                  | 81,1                                  | 80,1                                  | 73,9                                  | 69,2                                  | 65,2                                  | 57,3                                  | 49,9                                  | 53,1                                  | 62,1                                  | 73,1                                  | 79,1                                  | 68,9                                  |
| Insolação (h)                                                                                      | 191                                   | 190,3                                 | 206,8                                 | 246,9                                 | 267                                   | 270,4                                 | 287,6                                 | 285,9                                 | 229                                   | 226,1                                 | 204,5                                 | 196,3                                 | 2 801,8                               |
| Fonte: INMET (normal climatológica de 1981-2020; recordes de temperatura: 01/05/1970 a 19/06/2018) |                                       |                                       |                                       |                                       |                                       |                                       |                                       |                                       |                                       |                                       |                                       |                                       |                                       |

## Administração
- Prefeito: luciano Belchior, do (PMDB) gestão (2025/2028)
- Vice-prefeito: Jose Marinho Dantas, do (PMDB) gestão (2025/2028)
- Presidente da câmara: Daniel franca (solidariedade)(2025/2026)